# Swanwick (Hampshire)
Swanwick – wieś w Anglii, w hrabstwie Hampshire, w dystrykcie Fareham. Leży 23 km na południe od miasta Winchester i 107 km na południowy zachód od Londynu.